# Нью-Сейлем (округ Фаєтт, Пенсільванія)
Нью-Сейлем (англ. New Salem) — переписна місцевість (CDP) в США, в окрузі Файєтт штату Пенсільванія. Населення — 499 осіб (2020).

## Географія
Нью-Сейлем розташований за координатами 39°55′48″ пн. ш. 79°49′33″ зх. д. / 39.93000° пн. ш. 79.82583° зх. д. (39.930119, -79.825938).  За даними Бюро перепису населення США в 2010 році переписна місцевість мала площу 3,00 км², уся площа — суходіл.

## Демографія
Згідно з переписом 2010 року, у переписній місцевості мешкало 579 осіб у 239 домогосподарствах у складі 166 родин. Густота населення становила 193 особи/км².  Було 273 помешкання (91/км²).
Расовий склад населення:
| - 96,9 % — білих - 1,6 % — чорних або афроамериканців - 0,2 % — вихідців з тихоокеанських островів - 0,2 % — корінних американців |

До двох чи більше рас належало 1,2 %. Частка іспаномовних становила 0,5 % від усіх жителів.
За віковим діапазоном населення розподілялося таким чином: 19,2 % — особи молодші 18 років, 63,4 % — особи у віці 18—64 років, 17,4 % — особи у віці 65 років та старші. Медіана віку мешканця становила 42,7 року. На 100 осіб жіночої статі у переписній місцевості припадало 96,3 чоловіків;  на 100 жінок у віці від 18 років та старших — 88,7 чоловіків також старших 18 років.
Середній дохід на одне домашнє господарство  становив 63 412 долари США (медіана — 56 429), а середній дохід на одну сім'ю — 75 687 доларів (медіана — 61 250). За межею бідності перебувало 2,2 % осіб, у тому числі 0,0 % дітей у віці до 18 років та 0,0 % осіб у віці 65 років та старших.
Цивільне працевлаштоване населення становило 192 особи. Основні галузі зайнятості: освіта, охорона здоров'я та соціальна допомога — 33,9 %, мистецтво, розваги та відпочинок — 20,8 %, транспорт — 10,9 %, роздрібна торгівля — 10,9 %.